# آنتونی اینگروبر
آنتونی اینگروبر (به انگلیسی: Anthony Ingruber) (زاده ۵ فوریهٔ ۱۹۹۰) بازیگر کانادایی است.
از فیلم‌های معروف او می‌توان به بازی در فیلم روزگار آدلین اشاره کرد.